# Palazzetto De Angelis

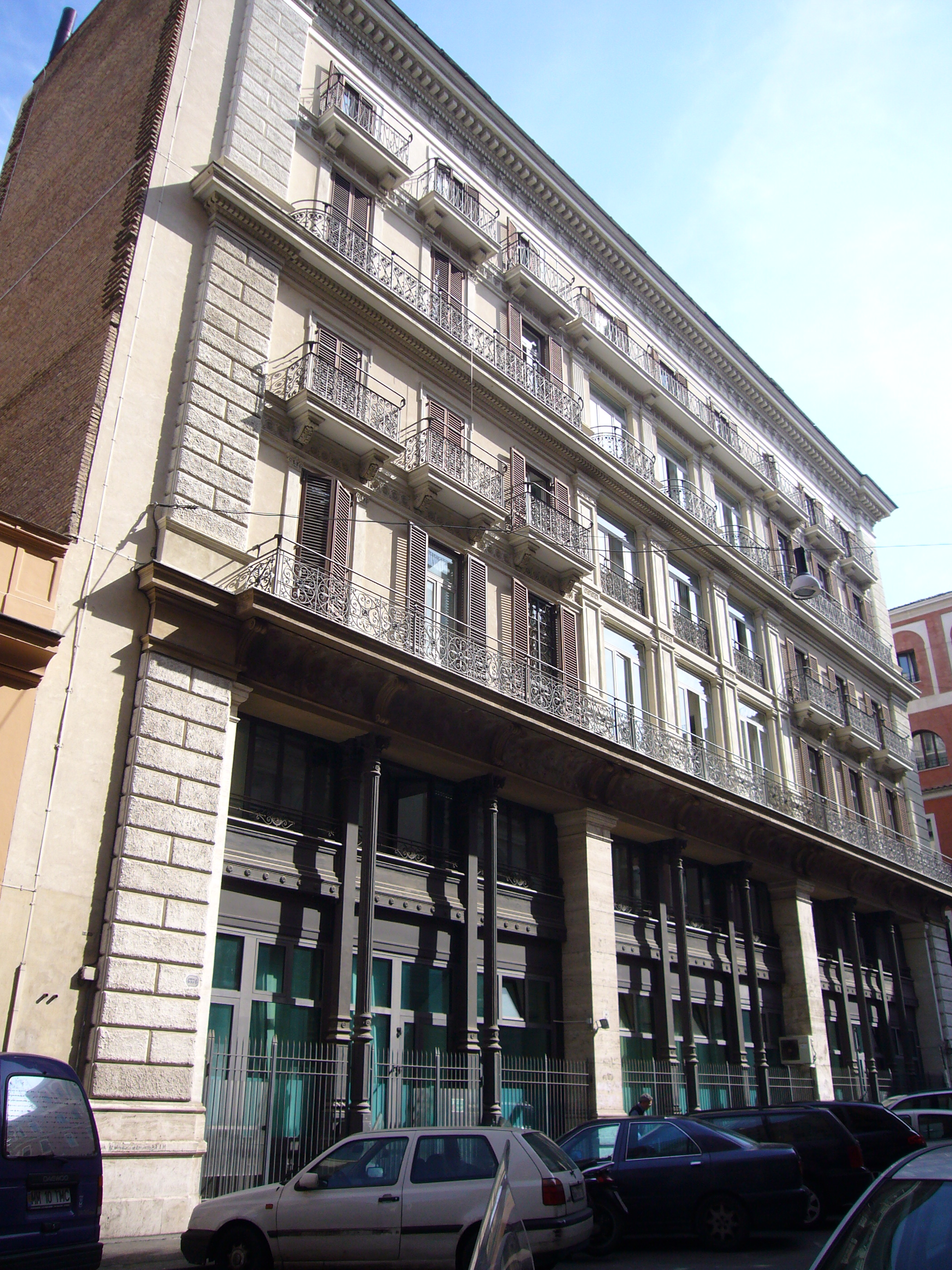
Vista do palácio na Via delle Muratte.

Palazzetto De Angelis é um palácio em estilo eclético localizado num quarteirão delimitada pela Via delle Muratte, onde está a fachada principal, a Via Marco Minghetti no fundo e as laterais na Via delle Vergini e a na Via Santa Maria in Via, no rione Trevi de Roma. Foi construído pelo arquiteto Giulio De Angelis entre 1892 e 1895.